# Тумилович Геннадій Анатолійович
Геннадій Анатолійович Тумилович (біл. Генадзь Анатолевіч Туміловіч; нар. 3 вересня 1971, Мінськ, Білоруська РСР) — радянський та білоруський футболіст, виступав на позиції воротаря, нині тренер воротарів команди з пляжного футболу «Кристал» (Санкт-Петербург). Відомий за виступами за мінське «Динамо», російські клуби «Металург» (Красноярськ), «Зоря» (Ленінськ-Кузнецький), «Жемчужина-Сочі», «Динамо» (Москва), «Ростсільмаш» та «Промінь-Енергія», а також за бельгійський «Антверпен» та ізраїльський «Хапоель Іроні» (Рішон-ле-Ціон).
У складі збірної СРСР (U-19) 1991 року став бронзовим призером чемпіонату світу в Португалії. За збірну Білорусі зіграв 32 матчі, визнавався найкращим футболістом 2001 року в країні. Тумилович вважається одним із найскандальніших воротарів в історії чемпіонату Росії у зв'язку з численними витівками на полі та поза полем.

## Клубна кар'єра

### Берестейське та мінське «Динамо»
Вихованець дитячо-юнацької школи СДЮШОР-5 (Мінськ). Кар'єру розпочав у берестейському «Динамо», будучи заграним за юнацькі збірні СРСР, — грав за основний склад та дубль. На позицію воротаря був поставлений як найвищий у команді; для зміцнення фізичної сили займався акробатикою, баскетболом та карате. Як гравець юнацької збірної СРСР, отримував 350 рублів за спорткомітетною ставкою (у решти гравців «Динамо» зарплата становила 220 рублів на місяць). Деякий час Тумилович мав «замашки зоряності», проте серйозна розмова зі складом команди змусила його відмовитися від подібної поведінки. За власними спогадами, у 1990 році під час виступів у Другій лізі СРСР Геннадій зіткнувся з декількома випадками договірними зустрічами: зокрема, у грі проти «Ниви» з Тернополя у компенсований час за рахунок 2:2 у ворота «динамівців» призначили пенальті після падіння тернопільців, хоча у штрафному майданчику, окрім Туміловича та гравця «Ниви», взагалі не було нікого (брестчани програли 2:3). В іншому матчі проти львівських «Карпат», коли Тумилович парирував пенальті, суддя наказав повторити удар, заявивши, що так робитиме, поки Тумилович не пропустить.
У серпні 1991 року Тумилович перейшов у мінське «Динамо» і навіть зіграв один матч на Кубок Білорусі як польовий гравець, провів на полі 15 хвилин. Після закінчення одного з турнірів у Франції міг залишитися назовні в країні, проте під тиском керівництва «Динамо» змушений був повернутися до СРСР зі своїм другом Євгеном Кашенцевим. У сезоні 1992/93 років виступав за дубль команди — клуб «Білорусь». 1993 року Тумилович разом із Олександром Помазуном перебував на переглядах у московському «Спартаку», куди його запросив Олег Романцев; провів три місяці в розташуванні клубу, але не грав, а тренувався, оскільки за чинним законодавством Білорусі до досягнення 23 років ніхто з футболістів не міг виїхати грати за кордон. При цьому Тумиловичу надходили пропозиції також від московських «Торпедо» та ЦСКА. У розмові з помічником Романцева Олександром Тархановим Тумилович жартома запропонував Станіславу Черчесову, який був тоді основним воротарем «Спартака», виїхати в якийсь іноземний клуб для ігрової практики та поступитися місцем на позиції першого номера. Романцев жарт білоруса не оцінив та відмовився від його послуг, а преса згодом стверджувала, що Тумилович не жартував й наполягав серйозно. У тому ж році під час виступу за мінське «Динамо» Тумилович здійснив найзнаменитішу свою витівку, викрав у Мінську з клубної бази автобус «Ікарус»; за однією версією, він вирішив з'їздити в місто і привезти одноклубникам дівчат легкої поведінки, а за іншою — просто хотів розважитися. Він проїхав 20 км до кордону міста, перш ніж було введено план «Перехоплення», і його затримав ОМОН. Тумиловича дуже сильно побили ОМОНівці, і лише вранці тренер забрав його з відділення міліції, а водій автобуса ще довго пригадував цю витівку.
У 1995 році у складі мінського «Динамо» Тумилович брав участь у турне Південною Америкою, яке організували громадянин Франції та двоє громадян Сальвадора, надрукувавши афіші з помилками та вказавши московське «Динамо» замість мінського. Очікувалося, що після кількох ігор організатори передадуть частину заробленого гонорару гравцям, однак у Канкуні сальвадорці безслідно зникли, втікши з грошима (француз вдав, що його теж обдурили), і в результаті два тижні «динамівці» грали фактично за харчування та проживання. Того ж року Тумилович проходив перегляд у роттердамському «Ексельсіорі», який виступав у Першому дивізіоні Нідерландів, однак після контрольної зустрічі так і не підписав контракт: стверджувалося, що він близько тижня пробув у «кварталі червоних ліхтарів». Сам Геннадій стверджував, що просто перебрав алкоголю, за що його й вигнали із розташування клубу. Незабаром у Тумиловича назрів конфлікт із Іваном Щокіним: під час гри проти «Гомсільмашу» (9:3) воротар пропустив два м'ячі й почув від Щокіна велику критику, а за спробу відповісти був замінений. Це стало причиною відходу гравця з мінського клубу.

### «Єнісей», «Зоря» та «Жемчужина»
1996 року Тумилович продовжив кар'єру в Росії і перейшов до красноярського «Металурга», де перебував близько півроку до жовтня, зіграв 11 матчів. За його словами, на той час звичайною справою були договірні матчі: його команду у виїзних матчах «вбивали» судді, вимагаючи у клубу хабарі. У 1997 році Тумилович грав за клуб «Зоря» з Ленінськ-Кузнецька, провівши за нього 21 гру та пропустивши 28 м'ячів, а серед його одноклубників були Олексій Смертін та Сергій Кормільцев, які пішли перед початком сезону 1997/98 років до «Уралана». Клуб дійшов до 1/4 фіналу Кубку Росії 1996/97, обіграв по пенальті ЦСКА (нічия 0:0, з пенальті перемога 8:7). У чвертьфіналі «Зоря» програла московському «Динамо» з рахунком 0:2, а після матчу Тумілович, який до того моменту був уже п'яний, сів за кермо автомобіля Сергія Топорова й потрапив в аварію, врізавшись у стовп, але при цьому не отримавши жодної подряпини. Після аварії Тумилович віддав Топорову свій новий автомобіль, а на розбитому ще якийсь час поїздив. Під час одного з матчів чемпіонату Росії у складі «Зорі» Тумилович влаштував суперечку з фанатами «Сатурна» з Раменського, які, за словами Тумиловича, нагадували типових бандитів та погрожували після матчу Тумиловичу розправою, хоча з ними й більше не перетинався.
У новоросійському «Чорноморці» Тумиловича спочатку розглядали як потенційного основного воротаря, однак від його послуг пізніше відмовилися через серйозний конфлікт з Олегом Долматовим та його тренерським штабом, що вилилося у бійки з тренерами і навіть спроби «приголомшити» дружину Долматова. За спогадами Тумиловича, недільним вечором незадовго до рішення клубу про підписання контракту відвідав базу «Чорноморця» зі своїми білоруськими знайомими і вирішив пообідати в їдальні, проте посварився з мінським тренером-селекціонером, і ця витівка зрештою коштувала йому контракту з «Чорноморцем». Його наступною командою став інший чорноморський клуб – «Жемчужина» із Сочі, у складі якої Тумілович провів дебютну гру у Вищій лізі Росії 4 квітня 1998 року в гостях проти «Балтики» (1:2). За сочинську «Жемчужину» Тумилович виступав у 1998—1999 роках, відіграв 33 матчі та пропустив 54 м'ячі. Як і в інших командах, Тумилович відзначився низкою резонансних вчинків: так, під час перебування в клубі він одного разу сфотографувався верхи на віслюку і трохи покатався на ньому, але в газетах журналісти опублікували це фото із заявою, що на цьому віслюку він нібито приїхав на базу сочинського клубу.
У матчах сезону 1999 року в чемпіонаті Росії Тумилович неодноразово виявляв неспортивну поведінку, вступаючи в конфлікти з гравцями та тренерським штабом, а також не соромлячись звинувачувати суддів в упередженості, що виливалося у жовті та червоні картки. Зокрема, 23 червня у гостьовому матчі проти «Спартака» при рахунку 0:4 після голу Валерія Кечинова пішов з поля, знявши воротарський светр та рукавички і кинув їх на газон, однак через хвилину повернувся, аби попросити Костянтина Лєдовських замінити його (що той і зробив за 10 хвилин до фінального свистка, не пропустивши жодного м'яча). За неспортивну поведінку, виражену в самовільному відході з поля, Тумилович отримав від Миколи Іванова четверту в сезоні жовту картку і автоматично був дискваліфікований на наступну гру. У роздягальні гравці та тренери висловлювали щире здивування вчинку воротаря, хоча Тумилович пізніше говорив, що команда постійно програвала з такою різницею, а в клубі була напружена обстановка.
У тому ж році в одному з матчів проти «Зеніту» побився з одноклубником Станіславом Бондарєвим, але суддя Гаряфій Жафяров вирішив нікого не карати, а в матчі проти «Аланії», в якій здійснив безліч сейвів, за рахунком 2:1 після призначення пенальті у ворота «Жемчужини» відмовлявся навідріз вставати у ворота й отримав жовту картку від Юрія Баскакова (пенальті відбити не зміг). У серпні 1999 року Тумилович зміг перейти в римський «Лаціо»: представники клубу навіть вирушили на матчі відбіркового циклу чемпіонату Європи 2000 збірної Білорусі проти Уельсу вдома та проти Швейцарії в гостях, а Тумилович отримав від агента повчання виступати максимально зібрано, оскільки до того моменту у нього була одна жовта картка в матчах за збірну. Однак у ході матчу проти Швейцарії Тумилович вдарив у живіт одного з гравців, унаслідок чого представники італійського клубу відмовилися узгоджувати контракт.

### Від «Хапоеля» до «Променя-Енергії»
У 1999-2000 роках Тумилович номінально вважався гравцем клубу «Маккабі» з Хайфи, проте не виходив на матчі, оскільки основним воротарем клубу був Нір Давідовіч. Внаслідок цього Тумиловича віддали в оренду клубу «Хапоель Іроні» з міста Рішон-ле-Ціон: його гра багато в чому допомогла клубу не вилетіти до нижчої ліги. Спочатку планував завершити кар'єру саме в Ізраїлі, оскільки вважав, що там був цілком утихомирюючий футбол, а життєва обстановка здавалася йому найсприятливішою. Проте через проблеми з безпекою білорус так і не наважився залишитися в ізраїльській команді: після однієї з поразок його команди вболівальники наступного ж дня вибігли на поле, зірвавши тренування гравців, та розбили майже всі машини гравців клубу: не постраждала лише машина Тумиловича. Окрім цього, Тумилович нечасто виходив на поле через ліміт, який діяв на легіонерів у матчах чемпіонату Ізраїлю, а президент «Хапоель Іроні» чесно зізнався, що команда не в змозі платити навіть половини від тієї суми, яку воротар повинен був отримувати за умовами колишнього контракту.
Після від'їзду з Ізраїлю Тумилович розглядав варіант із переходом у казанський «Рубін». Згодом він перейшов до московського «Динамо», зігравши у 2000 році дев'ять матчів у чемпіонаті Росії під керівництвом Валерія Газзаєва, де була налагоджена ігрова дисципліна: за словами Туміловича, за найменшу репліку на адресу тренера у відповідь на його висловлювання накладався великий штраф. Водночас його клубна статистика погіршилася: у складі московської команди став частіше помилятися, і договір з ним не продовжили, а спроба перейти до «Рубіну» зірвалася через брак фінансових коштів у казанської команди. Кар'єру продовжив у «Ростсільмаші», в якому в 2001—2002 роках провів 10 матчів: тренера Анатолія Байдачного він високо оцінював, відзначав його прагнення максимального результату, але в той же час фахівець розумів, що гравці що неспроможні його гарантовано дати. Двічі отримував запрошення від донецького «Шахтаря», проте туди так і не перейшов, спочатку вирішив, що переговори заблокував Байдачний. З «Ростова» Тумилович намагався перейти в «Портсмут» або «Вест Гем Юнайтед», однак у першому випадку Гаррі Реднапп за три дні до приїзду Тумиловича придбав Кавагуті Йосікацу, чим повідомив Тумиловичу, що не зацікавлений у послугах білоруса, а в «молотобійці» замість Тумиловича придбали Девіда Джеймса. У 2002-2004 роках грав за бельгійський «Антверпен», куди йому допомогли перейти агенти, однак у команді не закріпився. На думку Володимира, перед ним став вибір залишитися надовго в «Антверпені» або негайно покинути клуб.
У 2004-2006 роках виступав за «Промінь-Енергію» з Владивостока. Певний період часу утримувався від вживання алкоголю, а в команді тримався завдяки тому, що їй надавало велику фінансову підтримку керівництво Приморського краю на чолі з губернатором Сергієм Дарькіним, але згодом залишив команду через страх польотів, який раптово з'явився, а також через постійну необхідність адаптації до часових поясів. 16 грудня 2006 року уклав трирічний контракт із мінським «Динамо», але вже за рік завершив кар'єру гравця в столичному клубі. Прощальний матч провів 19 липня 2008 року у складі мінського «Динамо» проти леверкузенського «Баєра» (2:2), зіграв стартові 10 хвилин (цей же матч став прощальним для Олександра Хацкевича).

## Кар'єра в збірній

### СРСР
Виступав за юнацькі збірні СРСР: у 1989-1990 роках перебував у заявці збірної U-18 на міжнародному турнірі у Тель-Авіві, яка виграла турнір (у воротах переважно стояв Олександр Помазун). У складі юнацької збірної грав проти команд Італії, де вже виступав Роберто Баджо, Португалії з Луїшем Фігу та США з Бредом Фріделем. У 1991 році, призваний в армію і грав у дублі мінського «Динамо», отримав терміновий виклик до збірної СРСР U-19 для матчів на чемпіонаті світу 1991 року в Португалії, оскільки отримали травми як Олександр Помазун, так і його дублер Андрій Новосадов. Військова частина не відпустила Тумиловича, і він у підсумку втік до Москви, а звідти за допомогою тренера збірної СРСР Геннадія Костилєва зробив собі португальську візу та вилетів до розташування збірної. Не зігравши жодної зустрічі, став бронзовим призером чемпіонату світу. Після повернення до СРСР він таки був призваний до армії, але прослужив лише півтора місяці, охороняючи склади під Мінськом, а потім вимагав від мінського «Динамо» домогтися його звільнення в запас.

### Білорусь

#### Дебютні матчі
За національну збірну Білорусі дебютував 7 червня 1998 року в матчі проти Литви в Мінську, який завершився «сухою» перемогою білорусів з рахунком 5:0, вийшов у другому таймі. За свою кар'єру пропустив 40 м'ячів, у тому числі два з пенальті — перший з пенальті пропустив 31 березня 1999 року у поєдинку відбіркового турніру Євро-2000 проти Італії від Філіппо Індзагі (пенальті за фол проти Антоніо Конте), завершився внічию 1:1, а другий м'яч — 17 травня 2002 року у поєдинок на Кубок LG проти Росії від Андрія Соломатіна (зустріч завершилася нічиєю 1:1 в основний час, а в серії пенальті відбив удари у виконанні Дмитра Хохлова, Юрія Никифорова, Сергія Семака та Руслана Піменова). Тумилович неодноразово вступав у конфлікти з гравцями суперника у разі, якщо йому здавалося, що мала місце або груба гра, або симуляція. За його словами, у 1999 році у грі проти Італії, коли Антоніо Конте заробив пенальті, він штовхнув його в спину, давши тим самим знати, що вважає падіння Конте у штрафній симуляції, а в одному з матчів проти Швейцарії вдарив ліктем в обличчя після матчу Стефана Шапюїза за те, що той двічі намагався піти проти нього прямою ногою та «вдарити в кістку». Також, за словами воротаря, у матчі відбіркового турніру до Євро-2000 проти Чехії він дав ляпас Павелу Недведу, якого назвав «огидним типом».

#### Кваліфікація чемпіонату світу 2004
Під керівництвом Едуарда Малофєєва його збірна боролася у відбірковій групі 5 зони УЄФА за вихід на чемпіонат світу у Кореї та Японії. За словами Володимира, Малофєєв був дуже забобонною людиною: на початку кожного дня тиснув руку гравцям збірної, які збиралися в готелі, і змушував їх дивитися йому прямо в очі; не дозволяв водієві збірної здавати назад, якщо в автобусі сиділа команда і змушував його розвертатися. До збірної Малофєєв запрошував масажиста Віктора Жаковка, який займався психологічною підготовкою команди й створював містичну атмосферу в збірній завдяки своєму незабутньому образу — Жаковко носив довгу бороду й займався нетрадиційною медициною, внаслідок чого багато хто називав його екстрасенсом, а сам він удостоївся негласних прізвиськ «Шаман» та «Борода». Напередодні першого матчу відбіркового циклу проти України (24 березня 2001 року) Малофєєв навіть розповів притчу про зраду Юди і натякнув на те, що у разі невдачі збірної Білорусі у будь-якій грі винуватця відрахують із команди.
Перша гра проти України завершилася нульовою нічиєю, а в другій зустрічі 1 вересня Україна перемогла з рахунком 2:0 — зі збірної за «злив» гри було вигнано Валентина Белькевича та Олександра Хацкевича, хоча обидва гравці й за оцінкою українців виглядали краще за інших білоруських гравців у зустрічі. Тумилович у матчі-відповіді не грав, бо отримав червону в попередньому матчі проти Норвегії (1:1) за незгоду з тим, що арбітр зарахував гол Джона Кар'ю: за його словами, суддя у тому матчі навмисне ігнорував будь-які силові прийоми з боку норвежців як щодо Тумиловича, так і його команди. Також Геннадій стверджував, що для нього неучасть у матчі проти України стала полегшенням, але при цьому вважав вигнання Белькевича та Хацкевича однією з причин поразки від Уельсу 6 жовтня з рахунком 0:1 та непотраплення Білорусі до стикових матчів.
Поразки від України та Уельсу коштували білоруській команді 2-го місця у групі та виходу в стикові матчі: вона посіла підсумкове 3-є місце у групі, пропустивши вперед пряму путівку Польщу, й відправила в стикові Україну. Незважаючи на невдачу збірної, у тому ж 2001 році удостоєний призу гайкращого футболіста Білорусі за підсумками року. У травні 2002 року Тумилович з командою Білорусі виграв Кубок LG, який проходив у Москві: у півфіналі він допоміг збірній Білорусії з пенальті обіграти господарів турніру, відбив відразу чотири ударі у серії післяматчевих пенальті, а у фіналі відстояв «на нуль» у матчі проти України (перемога 2:0).

#### Конфлікт з Шанталосовим
Під час виступів за збірну Геннадій Тумилович отримав серйозний конфлікт з іншим воротарем, Валерієм Шанталосовим. У 1998 році перед матчем проти Швейцарії з розташування збірної поїхав воротар Андрій Сацункевич, і залишилося дві кандидатури на місце воротаря у стартовому складі — за день до гри в розташування збірної прибув саме Тумилович. Шанталосову віддали перевагу Тумиловичу, хоча білоруси програли в підсумку 0:1, а самому Шанталосову пізніше почали надходити повідомлення з погрозами та вимоги піти зі збірної. Надалі у відбірковому циклі до Євро-2004 збірна Білорусії програла 7 матчів із восьми, єдину перемогу здобула над Молдовою. 11 червня 2003 року стояв на воротах у поєдинку проти Австрії, в якій білоруси всуху було розбиті 0:5 — воротар пропустив декілька відверто безглуздих м'ячів. За словами Тумиловича, він ставився з великою повагою до Малофєєва, але констатував, що тренер збірної поводився максимально неадекватно по ходу гри, викликав на збори відразу три голкіпера, випустив фактично другий склад, відмовився міняти 
Геннадія по ходу гри (хоча той просив заміну) та звинувачував гравців у здачі матчу.
Під час відбору чемпіонаті Європи 2004 року одного разу Шанталосов заглянув на базу у Стайках, де гравці відпочивали та грали у карти. Згодом Віталій заявив, що Тумилович його помітив і нібито наскаржився керівництву Білоруської федерації футболу, звинувативши Шанталосова в організації декількох договірних матчів збірної: за словами Шанталосова, Тумилович плутався в датах, розмірах хабарів та суперниках, внаслідок чого історія з договірними матчами видалася вигадкою. Шанталосов сам спробував звинуватити Туміловича в організації договірних матчів, але Тумилович відкидав усі звинувачення і заявив, що із Шанталосовим у збірній ніхто й близько не спілкувався. На бік Тумиловича згодом став редактор газети «Прессбол» Володимир Бережков, який у 2005 році оприлюднив аудіозапис однієї з бесід Тумиловича та Шанталосова і видав це за спробу підкупу гравців, а також показав Шанталосову макет номера газети, що ще не вийшов, з роздруківкою розмови. Самого Бережкова заарештували після того, як він зажадав від Шанталосова гроші в обмін на гарантію не публікувати матеріали, проте кримінальну справу проти Бережкова за звинуваченням у шантажі так і не завели. Гравці збірної виступили на боці Шанталосова, назвавши Тумиловича людиною, здатною на неадекватні дії.
Офіційно всю провину в організації махінацій, пов'язаних із договірними матчами, поклали на Бережкова, а в білоруській редакції «Спорт-Експресу» опублікували вибачення на адресу Тумиловича, оскільки всі звинувачення Шанталосова мали голослівний характер і не підтверджувалися доказами. Проте, Шанталосов й Тумилович не примирилися: Віталій надалі безуспішно вимагав від Геннадія вибачень за наклеп. Скандалу було дано новий оборот у 2007 році, коли проти Шанталосова порушили кримінальну справу за фактом організації договірних матчів: його звинувачували у «зливі» матчів проти Чехії та Молдови в останніх двох турах відбіркового циклу Євро-2004. Однак у 2008 році воно було закрите, а з Шанталосова зняли всі звинувачення, пізніше все-таки заборонили працювати на території Білорусі. Коментуючи факти договірних матчів, Тумилович відкинув усі звинувачення в організації будь-яких договірних матчів збірної, але заявив, що протягом трьох місяців записував «для особистого користування» розмови з Шантолосовим на тему того, що ім'я Геннадія «було засвічене у нібито здачі тих матчів». При цьому Тумилович не писав заяви до міліції і не давав свідчення проти Шанталосова.
Останню гру за збірну Білорусі Геннадій Тумилович провів 18 лютого 2004 року в Ахні проти Кіпру (перемога 2:0). Усього він зіграв 32 поєдинки, пропустив 39 м'ячів, отримав 5 жовтих карток та одну червону.

## Досягнення

### Командні
- Білоруська футбольна вища ліга
  -  Чемпіон (3): 1993/94, 1994/95, 1995[30][31]
  -  Бронзовий призер (1): 1992/93

- Кубок Білорусі
  -  Володар (1): 1994[30][31]

- Перший дивізіон Росії
  -  Чемпіон (1): 2005[32]

### Особисті
- Найкращий футболіст Білорусі (1): 2001[23]

## Статистика виступів

### Клубна
За даними сайту FootballFacts.ru
| Клуб                            | Сезон     | Чемпіонат | Чемпіонат | Кубок | Кубок | Єврокубки | Єврокубки | Загалом | Загалом |
| Клуб                            | Сезон     | Матчі     | Голи      | Матчі | Голи  | Матчі     | Голи      | Матчі   | Голи    |
| ------------------------------- | --------- | --------- | --------- | ----- | ----- | --------- | --------- | ------- | ------- |
| «Динамо» (Берестя)              | 1989      | 2         | 0         | 0     | 0     | 0         | 0         | 2       | 0       |
| «Динамо» (Берестя)              | 1990      | 26        | -26       | 0     | 0     | 0         | 0         | 26      | 0       |
| «Динамо» (Берестя)              | Загалом   | 28        | -26       | 0     | 0     | 0         | 0         | 28      | -26     |
| «Динамо» (Мінськ)               | 1991      | 0         | 0         | 0     | 0     | 0         | 0         | 0       | 0       |
| «Білорусь» (Мінськ)             | 1992      | 15        | -14       | 0     | 0     | 0         | 0         | 15      | -14     |
| «Білорусь» (Мінськ)             | 1992/1993 | 22        | -16       | 0     | 0     | 0         | 0         | 22      | -16     |
| «Білорусь» (Мінськ)             | Загалом   | 37        | -30       | 0     | 0     | 0         | 0         | 37      | -30     |
| «Динамо» (Мінськ)               | 1993/1994 | 8         | -4        | 0     | 0     | 1         | -1        | 9       | -5      |
| «Динамо» (Мінськ)               | 1994/1995 | 13        | -10       | 0     | 0     | 0         | 0         | 13      | -10     |
| «Динамо» (Мінськ)               | Загалом   | 21        | -14       | 0     | 0     | 1         | -1        | 22      | -15     |
| «Металург» (Красноярськ)        | 1996      | 11        | -14       | 0     | 0     | 0         | 0         | 11      | -14     |
| «Зоря» (Ленінськ-Кузнецький)    | 1997      | 21        | -28       | 2     | -2    | 0         | 0         | 23      | -30     |
| «Жемчужина» (Сочі)              | 1998      | 14        | -19       | 1     | -1    | 0         | 0         | 15      | -20     |
| «Жемчужина» (Сочі)              | 1999      | 19        | -35       | 0     | 0     | 0         | 0         | 19      | -35     |
| «Жемчужина» (Сочі)              | Загалом   | 33        | -54       | 1     | -1    | 0         | 0         | 34      | -55     |
| «Хапоель Іроні» (Рішон-ле-Ціон) | 1999/2000 | 4         | 0         | 0     | 0     | 0         | 0         | 4       | 0       |
| «Динамо» (Москва)               | 2000      | 9         | -12       | 2     | 0     | 2         | -4        | 13      | -16     |
| «Ростсільмаш»                   | 2001      | 4         | -11       | 1     | -3    | 0         | 0         | 5       | -14     |
| «Ростсільмаш»                   | 2002      | 6         | -14       | 0     | 0     | 0         | 0         | 6       | -14     |
| «Ростсільмаш»                   | Загалом   | 10        | -25       | 1     | -3    | 0         | 0         | 11      | -28     |
| «Антверпен»                     | 2002/2003 | 1         | 0         | 0     | 0     | 0         | 0         | 1       | 0       |
| «Антверпен»                     | 2003/2004 | 8         | 0         | 0     | 0     | 0         | 0         | 8       | 0       |
| «Антверпен»                     | Загалом   | 9         | 0         | 0     | 0     | 0         | 0         | 9       | 0       |
| «Промінь-Енергія»               | 2004      | 24        | -29       | 1     | -1    | 0         | 0         | 25      | -30     |
| «Промінь-Енергія»               | 2005      | 3         | -5        | 0     | 0     | 0         | 0         | 3       | -5      |
| «Промінь-Енергія»               | 2006      | 0         | 0         | 0     | 0     | 0         | 0         | 0       | 0       |
| «Промінь-Енергія»               | Загалом   | 27        | -34       | 1     | -1    | 0         | 0         | 28      | -35     |
| «Динамо» (Мінськ)               | 2007      | 4         | -2        | 2     | -4    | 1         | -1        | 7       | -7      |

### У збірній
| Матчі Геннадія Тумиловича за національну збірну Білорусі | Матчі Геннадія Тумиловича за національну збірну Білорусі | Матчі Геннадія Тумиловича за національну збірну Білорусі | Матчі Геннадія Тумиловича за національну збірну Білорусі                                             | Матчі Геннадія Тумиловича за національну збірну Білорусі | Матчі Геннадія Тумиловича за національну збірну Білорусі | Матчі Геннадія Тумиловича за національну збірну Білорусі | Матчі Геннадія Тумиловича за національну збірну Білорусі |
| №                                                        | Дата                                                     | Місце проведення                                         | Суперник                                                                                             | Рахунок                                                  | Події Тумиловича                                         | Пропущені м'ячі                                          | Змагання                                                 |
| -------------------------------------------------------- | -------------------------------------------------------- | -------------------------------------------------------- | --- | -------------------------------------------------------- | -------------------------------------------------------- | -------------------------------------------------------- | -------------------------------------------------------- |
| 1                                                        | 7 червня 1998                                            | Мінськ                                                   | Литва                                                                                                | 3:0                                                      | 46'                                                      |                                                          | Товариський матч                                         |
| 2                                                        | 27 березня 1999                                          | Мінськ                                                   | Швейцарія                                                                                            | 0:1                                                      | 1'                                                       | 72'                                                      | кваліфікація Євро-2000                                   |
| 3                                                        | 31 березня 1999                                          | Анкона                                                   | Італія                                                                                               | 1:1                                                      | 1' 35'                                                   | 31' (пен.)                                               | кваліфікація Євро-2000                                   |
| 4                                                        | 19 травня 1999                                           | Тула                                                     | Росія                                                                                                | 1:1                                                      | 1' 82'                                                   | 82'                                                      | Товариський матч                                         |
| 5                                                        | 5 червня 1999                                            | Копенгаген                                               | Данія                                                                                                | 0:1                                                      | 1'                                                       | 22'                                                      | кваліфікація Євро-2000                                   |
| 6                                                        | 18 серпня 1999                                           | Мінськ                                                   | Росія                                                                                                | 0:2                                                      | 1'                                                       | 38', 47'                                                 | Товариський матч                                         |
| 7                                                        | 4 вересня 1999                                           | Мінськ                                                   | Уельс                                                                                                | 1:2                                                      | 1' 40'                                                   | 42', 86'                                                 | кваліфікація Євро-2000                                   |
| 8                                                        | 29 березня 2000                                          | Софія                                                    | Болгарія                                                                                             | 1:4                                                      | 46'                                                      | 61', 80'                                                 | Товариський матч                                         |
| 9                                                        | 26 квітня 2000                                           | Санта-Колома                                             | Андорра                                                                                              | 0:2                                                      | 46'                                                      |                                                          | Товариський матч                                         |
| 10                                                       | 4 червня 2000                                            | Таллінн                                                  | Естонія                                                                                              | 0:2                                                      | 1'                                                       | 4', 80'                                                  | Товариський матч                                         |
| 11                                                       | 2 вересня 2000                                           | Мінськ                                                   | Уельс                                                                                                | 2:1                                                      | 1'                                                       | 90+1'                                                    | кваліфікація ЧС-2002                                     |
| 12                                                       | 11 жовтня 2000                                           | Мінськ                                                   | [[Файл:Шаблон:Прапор АRM\|20x13px\|АRM\|link=]] [[Збірна Шаблон:Назва країни РВ АRM з футболу\|АRM]] | 2:1                                                      | 1'                                                       | 50'                                                      | кваліфікація ЧС-2002                                     |
| 13                                                       | 24 березня 2001                                          | Київ                                                     | Україна                                                                                              | 0:0                                                      | 1'                                                       |                                                          | кваліфікація ЧС-2002                                     |
| 14                                                       | 28 березня 2001                                          | Мінськ                                                   | Норвегія                                                                                             | 2:1                                                      | 1'                                                       | 68'                                                      | кваліфікація ЧС-2002                                     |
| 15                                                       | 2 червня 2001                                            | Єреван                                                   | Вірменія                                                                                             | 0:0                                                      | Шаблон:На полі                                           |                                                          | кваліфікація ЧС-2002                                     |
| 16                                                       | 6 червня 2001                                            | Осло                                                     | Норвегія                                                                                             | 1:1                                                      | 1' 82', 82'                                              | 81'                                                      | Квалификация ЧМ-2002                                     |
| 17                                                       | 5 сентября 2001                                          | Мінськ                                                   | Польща                                                                                               | 4:1                                                      | 1'                                                       | 77'                                                      | кваліфікація ЧС-2002                                     |
| 18                                                       | 6 жовтня 2001                                            | Кардіфф                                                  | Уельс                                                                                                | 0:1                                                      | 1'                                                       | 47'                                                      | кваліфікація ЧС-2002                                     |
| 19                                                       | 17 квітня 2002                                           | Дебрецен                                                 | Угорщина                                                                                             | 5:2                                                      | 1' 82'                                                   | 13'                                                      | Товариський матч                                         |
| 20                                                       | 17 травня 2002                                           | Москва                                                   | Росія                                                                                                | 1:1 (5:4 пен.)                                           | 1' (всі 4 — післяматчеві пенальті)                       | 28' (пен.)                                               | Товариський матч (Кубок LG)                              |
| 21                                                       | 19 травня 2002                                           | Москва                                                   | Росія                                                                                                | 2:0                                                      | 1'                                                       |                                                          | Товариський матч (Кубок LG)                              |
| 22                                                       | 21 серпня 2002                                           | Рига                                                     | Латвія                                                                                               | 4:2                                                      | 1' 46'                                                   | 17', 25'                                                 | Товариський матч                                         |
| 23                                                       | 12 жовтня 2002                                           | Мінськ                                                   | Австрія                                                                                              | 0:2                                                      | 1'                                                       | 57', 89'                                                 | кваліфікація Євро-2004                                   |
| 24                                                       | 16 жовтня 2002                                           | Теплиці                                                  | Чехія                                                                                                | 0:2                                                      | 1'                                                       | 6', 23'                                                  | кваліфікація Євро-2004                                   |
| 25                                                       | 29 березня 2003                                          | Мінськ                                                   | Молдова                                                                                              | 2:1                                                      | 1'                                                       | 14'                                                      | кваліфікація Євро-2004                                   |
| 26                                                       | 30 квітня 2003                                           | Ташкент                                                  | Узбекистан                                                                                           | 2:1                                                      | 1' 31'                                                   |                                                          | Товариський матч                                         |
| 27                                                       | 7 червня 2003                                            | Мінськ                                                   | Нідерланди                                                                                           | 0:2                                                      | 1'                                                       | 62', 68'                                                 | кваліфікація Євро-2004                                   |
| 28                                                       | 11 червня 2003                                           | Інсбрук                                                  | Австрія                                                                                              | 0:5                                                      | 1'                                                       | 33', 47', 52', 62', 69'                                  | кваліфікація Євро-2004                                   |
| 29                                                       | 20 серпня 2003                                           | Мінськ                                                   | Іран                                                                                                 | 2:1                                                      | 1'                                                       | 84'                                                      | Товариський матч                                         |
| 30                                                       | 6 вересня 2003                                           | Мінськ                                                   | Чехія                                                                                                | 1:3                                                      | 1' 42'                                                   | 37', 54', 85'                                            | кваліфікація Євро-2004                                   |
| 31                                                       | 10 вересня 2003                                          | Тирасполь                                                | Молдова                                                                                              | 1:2                                                      | 1'                                                       | 26', 88'                                                 | кваліфікація Євро-2004                                   |
| 32                                                       | 18 лютого 2004                                           | Ахна                                                     | Кіпр                                                                                                 | 2:0                                                      | 46'                                                      |                                                          | Товариський матч                                         |

Разом: 32 матчі / 40 пропущених голів; 13 перемог (у тому числі 1 у серії післяматчевих пенальті), 5 нічиїх, 14 поразок.

## Кар'єра тренера
У 2007 році Тумилович обіймав посаду граючого тренера воротарів мінського «Динамо», хоча ще раніше вважав малоймовірною свою кар'єру тренера воротарів як таку. 17 грудня того ж року призначений спортивним директором клубу. 30 квітня 2009 року Дисциплінарний комітет АБФФ оштрафував Туміловича на 1,4 млн білоруських рублів і дискваліфікував його на 4 матчі за те, що в матчі 4-го туру чемпіонату Білорусії між мінським «Динамо» та «БАТЕ» Тумилович відгукнувся на адресу судді з використанням нецензурної лайки. Незабаром Тумилович пішов з посади директора, не приймаючи жорстких рамок, в яких необхідно було давати інтерв'ю.
З 2011 року працював тренером у клубі «Пітер», який формально вважався за статусом командою рівня КФК, в якій грали молоді гравці, які не потрапили в основний склад «Зеніту». Через обмежені ресурси керівництва клуб проіснував фактично рік. У липні 2013 року Тумілович став тренером воротарів «Промінь-Енергії» і був навіть включений у заявку на фінал Кубка ФНЛ 2014 через травму основного воротаря клубу Олександра Довбні. З 30 грудня 2014 року по 9 червня 2018 року працював тренером воротарів клубу «Тосно», куди його запросив генеральний директор команди В'ячеслав Матюшенко. Тумилович, який обіймав також посаду тренера-методиста в ДЮСШ клубу, висловлював неодноразово обурення з приводу того, що команду ніхто не фінансує і що екіпірування учням ДЮСШ батьки купували самі, а деякі списані футбольні м'ячі діставалися від пітерського «Зеніту». Також він стверджував, що передбачав зникнення клубу ще за «два-три роки» до того, що сталося, проте ці інтерв'ю в пресу не потрапили.
У 2019 році він працював тренером воротарів у російській команді з пляжного футболу «Кристал» у штабі Анджело Ширінці та в збірній Білорусі з пляжного футболу (як помічник Ніколаса Альварадо). На чемпіонаті світу в Парагваї того року збірна Білорусі посіла 3-є місце в групі, програвши у вирішальній зустрічі Росії 3:5, а за нічийного рахунку 3:3 Тумиловича вилучив арбітр Джонні Маттіколі за образу на свою адресу. Зі збірної Білорусі пішов остаточно в липні 2020 року у зв'язку із зайнятістю в «Кристалі», що не дозволяє йому поєднувати роботу в клубі та в збірній, і відмовився від продовження контракту.
17 лютого 2021 року Геннадій Тумилович зіграв шість хвилин за команду «Кристал» на позиції воротаря у матчі 3-го туру чемпіонату Санкт-Петербурга з пляжного футболу у закритих приміщеннях проти дебютанта Вищої ліги – «Неви» (перемога 4:3) у зв'язку з вилученням Тимофія Гусєва.

## Особисте життя

### Сім'я
Дружина — Жанна, білоруска з Сочі. Син — Даніель (народився 10 травня 2000 року в Рамат-Гані), грає в пляжному футбольному клубі «Кристал» та має російське громадянство.

### Репутація скандаліста
За Тумиловичем закріпився скандальний імідж завдяки серії резонансних вчинків та заяв: від словесних перепалок із уболівальниками, суддями та тренерами до серйозних конфліктів та бійок, часто пов'язаних із вживанням алкоголю. Подібні випадки мали місце ще в ті часи, коли Тумилович грав у дитячих та юнацьких командах: за спогадами дитячого тренера Юрія Пишника, Тумилович у юності «промишляв різними речами», займаючись в часи Перебудови підприємницькою діяльністю, в тому числі й продавав вихователям презервативи. 1991 року в одному з інтерв'ю французькій пресі Тумілович заявив «Вірю в перебудову», що стало назвою для всієї газетної статті та звернуло на нього увагу співробітників КДБ. У період розпаду СРСР планував залишитися у Франції після закінчення одного з турнірів, проте під погрозами одного з високопосадовців КДБ змушений був відмовитися від цих планів. Він скептично ставився до ідеї зв'язку мінського «Динамо» із внутрішніми органами в ті часи, оскільки гравцям, які грали за звання, на той час платили дуже мало.
Арбітри чемпіонату Росії з футболу висловлювали відверту боязнь судити матчі з Тумиловичем у зв'язку з його постійними суперечками та переходами на особистісне, незважаючи на те, що він отримував нерідко попередження й навіть віддалявся. Зокрема, Юрій Баскаков перед одним із домашніх матчів «Жемчужини» з полегшенням одного разу сприйняв новину про те, що Тумилович пропускає матч. Сам воротар критично і в різких тонах висловлювався про домінування московських команд у чемпіонаті Росії у 1990-ті роки, стверджуючи, що їх високі місця обґрунтовані не так якісною грою, як відвертим впливом на суддів. До суддів негативне ставлення виробилося, за його словами, ще в мінській спортшколі, проте до початку 2000-их вирішив припинити суперечки з арбітрами: частково на це вплинув і перегляд ним подій у його кар'єрі, і великі штрафи від московського «Динамо», яке тренував Валерія Газзаєва, за подібні вчинки. Сам Тумилович стверджував, що гіршими за некваліфікованих суддів були тільки удари тишком-нишком на футбольному полі.

### Проблеми з алкоголем
Геннадій також був відомий тим, що в період кар'єри гравця з 1991 по 1998 роки часто вживав алкоголь. Перший раз він «прийняв 100 грам» у 1991 році перед єврокубковим матчем мінського «Динамо» проти «Вердера». Про його любов до алкоголю незабаром стало відомо футбольному світу пострадянського простору, хоча у мінському «Динамо» тренер Іван Щьокін нерідко заплющував на це очі, вважаючи для себе головним виступ Тумиловича у матчах. За спогадами самого Тумиловича, одного разу він навіть спробував пограти на позиції хокейного воротаря, взявши амуніцію у воротаря мінського «Динамо» Олександра Гавриленка та імпровізовані ковзани (прив'язані шнурками леза до взуття) у Олега Романова, проте після першого ж тренування з величезними зусиллями залишив майданчик. За словами Тумиловича, під час кидків по воротах йому було дуже страшно. Ця історія трапилася, коли він відзначав хокейне чемпіонство мінського «Динамо» і, прийнявши алкоголь, вибрався на лід. У 1995 році під час турне Південною Америкою, за словами члена тренерського штабу мінського «Динамо» Євгена Кузнєцова, Тумілович не тільки «носився п'яним готелем», але ще й чіплявся до жінок.
Тумилович намагався закодуватися ще у віці 18 років, але так і не наважився на це, а в 1993 році, записавшись ледве на прийом, незабаром відразу відмовився від консультацій, вирішивши, що ситуація ще не настільки плачевна. Він нерідко спізнювався на тренувальні збори, при цьому переконуючи тренерів, що все одно покаже свій максимум у матчі. У 1997 році після автомобільної аварії, яка сталася після матчу чвертьфіналу Кубку Росії, Тумилович дивом залишився живим, але зарікся приймати алкоголь перед тим, як сідати за кермо, а після чемпіонату Росії 1998 року остаточно кинув пити — тренер «Жемчужини» Анатолій Байдачний направив його до нарколога, який допоміг остаточно перемогти алкогольну залежність, а Тумилович зазначив, що після позбавлення від залежності у нього посилилося бажання грати. Однак згодом він зазначав, що з його гри «зникла якась іскра» і з'явився мандраж, який вкрай негативно позначився на якості виступів. За його словами, після «кодування» деякий час страждав від безсоння та перенапруження.

### Громадянська позиція
За словами Тумиловича, єдиний раз він зустрічався з Олександром Лукашенком у 1990-ті роки на базі у Стайках: за тиждень до зустрічі на базі влаштували ремонт, розмістивши велику кількість охорони, а сам Лукашенко закликав гравців збірної «грати та показувати», обмежившись щодо матеріальної допомоги фразою «що-небудь, коли-небудь», оскільки більша частина фінансів йшла на утримання хокейної збірної. У 2020 році Тумілович засудив побиття співробітниками ОМОНу учасників антиурядових протестів у Білорусі і публічно відмовився підтримувати Лукашенка на майбутніх президентських виборах.
На думку Тумиловича, спорт — єдина сфера, завдяки якій про Білорусь можна щось дізнатися, однак він критично відгукувався про розвиток білоруського спорту, наголосивши, що федераціями керують люди, не пов'язані зі спортом. В інтерв'ю газеті «Салідарнасць» на початку 2007 року скептично оцінював рівень розвитку футболу в країні, відзначаючи відсутність нових та цікавих людей, а також серйозні проблеми у психології гравців, тренерів та функціонерів.